# Seleucosorus punctatissumus
Seleucosorus punctatissumus là một loài bọ cánh cứng trong họ Hybosoridae. Loài này được Reiche miêu tả khoa học năm 1861.